# Ключ 24
| 十                     | 十         | 十         |
| ---------------------- | ---------- | ---------- |
| 23                     | 24         | 25         |
| Піньінь:               | shí        | shí        |
| Чжуїнь:                | ㄕˊ        | ㄕˊ        |
| Вейд-Джайлз:           | shih2      | shih2      |
| Ютпхін:                | sap6       | sap6       |
| Он:                    |            |            |
| Кун:                   |            |            |
| Кандзі:                | 十偏 jūhen | 十偏 jūhen |
| Хун:                   | 열 yeol    | 열 yeol    |
| Им:                    | 십 sip     | 십 sip     |
| Індекс у Вікісловнику: | 十         | 十         |

Ключ 24 — ієрогліфічний ключ, що означає 10, повний або досконалий і є одним із 23 (загалом існує 214) ключів Кансі, що складаються з двох рисок. Спочатку цей знак мав вигляд вертикальної лінії як піктографічне зображення цвяха (нині 針). Потім посередині цієї лінії стали малювати крапку, яка перетворилась на маленьку поперечну риску і поступово збільшилась до теперішнього розміру.
У Словнику Кансі 55 символів із 40 000 використовують цей ключ.

## Символи, що використовують ключ 24

Як писати ієрогліф.

| кількість рисок | ієрогліфи                  |
| --------------- | -------------------------- |
| без додаткових  | 十                         |
| 1 додаткова     | 卂, 千, 卄                 |
| 2 додаткові     | 卅, 卆, 升, 午             |
| 3 додаткові     | 卉, 半                     |
| 4 додаткові     | 卋, 卌, 卍, 华, 协, 卐, 毕 |
| 5 додаткових    |                            |
| 6 додаткових    | 丧, 卑, 卒, 卓, 協, 单, 卖 |
| 7 додаткових    | 南                         |
| 8 додаткових    |                            |
| 9 додаткових    | 卙                         |
| 10 додаткових   | 博                         |
| 19 додаткових   | 卛, 颦                     |